# Chambre des comptes de Bruxelles
La Chambre des comptes de Bruxelles, ou Chambre des comptes de Brabant, créée le 1er juillet 1404, était une cour souveraine spécialisée dans les affaires de finance du duché de Brabant. Elle est active sous les dynasties successives de la région, ducs de Bourgogne, Couronne espagnole et autrichienne, et étend progressivement sa juridiction à l'ensemble des Pays-Bas méridionaux. Elle disparaît avec la conquête française en 1794 avant d'être recréée sous le royaume uni des Pays-Bas. La Cour des comptes de Belgique, instaurée en 1830, reprend en partie ses attributions.

## Historique

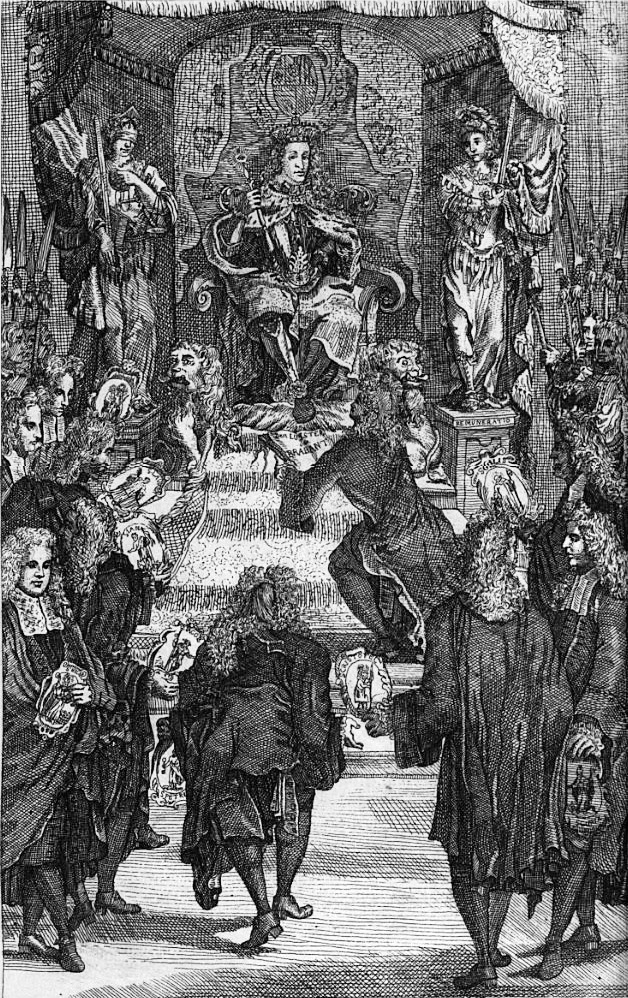
Luyster van Brabant, hommage des magistrats du Brabant à l'empereur entouré par les symboles de la justice, gravure de 1699 (?).

La Chambre des comptes de Bruxelles est créée le 1er juillet 1404 par Antoine de Brabant. Ce jour-là, Antoine de Brabant, alors gouverneur, nomme trois personnes en qualité d'auditeurs: David Bousse, maître des comptes à Lille, Etienne van der Nederalphen, ancien receveur du Brabant, et Guillaume de Gheetsem, receveur général de Limbourg et Outre-Meuse. Elle est, avec celles de Bourgogne, de Lille et de La Haye (nl), l'une des quatre chambres des comptes des États bourguignons puis des Pays-Bas des Habsbourg. La mission initiale assignée aux maîtres des comptes était de vérifier, corriger et clore les comptes du trésor ducal, de tous les receveurs domaniaux, de tous les officiers de justice et des receveurs.
En 1460, Philippe le Bon, duc de Bourgogne et de Brabant, acquiert un terrain situé entre son palais ducal et l'ancienne enceinte de la ville pour y loger la Chambre des comptes qui tient ses séances au-dessus de la porte du palais. En 1503, la Chambre obtient une tour de l'ancienne enceinte, rebaptisée tour des Chartres, pour y loger ses archives ; ce bâtiment, menaçant ruine, est démoli en 1761. En 1773, après la suppression de l'ordre des jésuites, la Chambre est relogée dans une aile de leur collège puis, en 1784, déménage pour un nouveau bâtiment sur la place Royale.
En 1783, l'empereur Joseph II, souverain des Pays-Bas du Sud, confie sa réorganisation au jeune juriste Dominique de Locher (v. 1754-1814) en la subordonnant à la Chambre aulique des comptes (Hof-Rechen-Cammer) de Vienne, qui contrôlait les finances de la monarchie de Habsbourg, afin de faire appliquer les réformes du joséphisme. Les Instructions générales de son nouveau statut sont promulguées par le gouverneur général le 4 novembre 1787,. Parmi ses attributions figurent le séquestre des biens confisqués à la compagnie de Jésus et de ceux retirés aux ordres contemplatifs dissous par l'empereur. Elle comprend 8 conseillers-maîtres et 16 auditeurs qui peuvent être détachés de la Chambre pour des missions particulières ; avec les secrétaires, greffiers et autres employés, son personnel varie entre 154 et 213 personnes selon les années ; une douzaine d'entre eux, venus avec Locher, sont de langue allemande et chargés de la coordination avec l'administration viennoise. Mais la révolution brabançonne oblige les responsables de l'administration impériale à quitter Bruxelles le 12 décembre 1789. L'empereur établit une Commission royale provisoire siégeant à Luxembourg tandis que la plupart des employés subalternes (34 officiaux sur 58 et 75 pratiquants sur 106) choisissent de rester à Bruxelles sous l'autorité des États généraux. La reprise de Bruxelles par les troupes impériales, le 2 décembre 1790, permet le rétablissement de l'administration des Habsbourg. Un Comité provisoire de la Chambre des comptes, présidé par Nicolas Joseph Sanchez de Aguilar, est établi le 27 décembre 1790. L'administration autrichienne doit de nouveau évacuer la province après la bataille de Fleurus (26 juin 1794) qui laisse la Belgique sous l'autorité de la République française.
La Chambre des comptes est abolie pendant la période française de l'histoire de Belgique, de 1795 à 1814. Les finances publiques dépendent alors de la Cour des comptes française, instituée en 1804.
Pendant la période du royaume uni des Pays-Bas, regroupant la Belgique et les anciennes Provinces-Unies du Nord, une Chambre des comptes est instituée pour l'ensemble du royaume par les arrêtés des 12 août et 30 novembre 1814, confirmés par la Loi fondamentale (article 202) promulguée le 24 août 1815. De 1815 à 1819, elle est présidée par E.C. de Jonghe assisté par 4 maîtres des comptes, 4 auditeurs et un secrétaire. Elle est réorganisée par la loi du 21 juin 1820 sous le nom de Chambre générale des comptes, composée de 16 membres, « choisis autant que possible dans toutes les provinces », et un secrétaire.
Après la révolution belge de 1830, elle est remplacée par la Cour des comptes de Belgique, instaurée par décret du 30 décembre 1830.